# Appuntato scelto
L'appuntato scelto è un grado dell'Arma dei Carabinieri e della Guardia di Finanza.
Fino al 1992 il grado di appuntato scelto era in uso anche nel disciolto Corpo degli agenti di custodia (ora Corpo di Polizia Penitenziaria), e fino al 1981 era in uso nel Corpo delle Guardie di Pubblica Sicurezza (ora Polizia di Stato) e nel Corpo Forestale dello Stato. Attualmente i due corpi civili usano la corrispondente qualifica di assistente capo, mentre il Corpo Forestale dello Stato (ora Comando unità per la tutela forestale, ambientale e agroalimentare) riutilizza tale grado dopo l'assorbimento da parte dell'Arma dei Carabinieri, ovvero dal 25 ottobre 2016.

## Caratteristiche
È il secondo grado più alto del ruolo appuntati e finanzieri/carabinieri dell'Arma dei Carabinieri e della Guardia di Finanza ed è posto sotto l'appuntato scelto qualifica speciale e sopra l'appuntato. Accede al grado di appuntato scelto l'appuntato che abbia maturato 4 anni di permanenza nel grado senza demerito. L'appuntato scelto riveste le qualifiche di agente di polizia giudiziaria e agente di polizia tributaria, solo per la Guardia di Finanza, agente di pubblica sicurezza nonché pubblico ufficiale. Il distintivo di grado dell'appuntato scelto consiste in un gallone rosso con due baffi, o galloncini filettati d'argento, per l'Arma dei Carabinieri, e d'oro, per la Guardia di Finanza.

## Distintivo

Distintivo di grado per controspallina di appuntato scelto dell'Arma dei carabinieri
Fregio metallico, da cappello rigido, "fiamma sfuggente" a 13 punte, utilizzato dagli appartenenti al ruolo appuntati e carabinieri
Distintivo di grado per controspallina di appuntato scelto della Guardia di finanza
Fregio da cappello rigido utilizzato dagli appartenenti al ruolo appuntati e finanzieri

## Corrispondenze
| Anni di servizio                                                          | Esercito Italiano                                                   | Marina Militare                                                          | Aeronautica Militare                                            | Carabinieri                         |
| ------------------------------------------------------------------------- | ------------------------------------------------------------------- | ------------------------------------------------------------------------ | --------------------------------------------------------------- | ----------------------------------- |
| Alla nomina                                                               | Graduato (Primo caporal maggiore)                                   | Sottocapo di terza classe                                                | Aviere capo                                                     | Carabiniere                         |
| Dopo 1 anno nel grado precedente (per i carabinieri dopo 4 anni e 6 mesi) | Graduato scelto (Caporal maggiore scelto)                           | Sottocapo di seconda classe                                              | Primo aviere scelto                                             | Carabiniere scelto                  |
| Dopo 5 anni nel grado precedente                                          | Graduato capo (Caporal maggiore capo)                               | Sottocapo di prima classe                                                | Primo aviere capo                                               | Appuntato                           |
| Dopo 4 anni nel grado precedente                                          | Primo graduato (Caporal maggiore capo scelto)                       | Sottocapo scelto (Sottocapo di prima classe scelto)                      | Primo graduato (Primo aviere capo scelto)                       | Appuntato scelto                    |
| Dopo 5 anni nel grado precedente                                          | Graduato aiutante (Caporal maggiore capo scelto qualifica speciale) | Sottocapo aiutante (Sottocapo di prima classe scelto qualifica speciale) | Graduato aiutante (Primo aviere capo scelto qualifica speciale) | Appuntato scelto qualifica speciale |

## Germania
nelle forze armate tedesche il grado è Stabsgefreiter.